# Super Bowl XI
Super Bowl XI var den 11:e upplagan av Super Bowl sedan starten 1967. Matchen spelades mellan AFC-mästarna Oakland Raiders och NFC-mästarna Minnesota Vikings, och Raiders besegrade Vikings med 32-14 och vann sin första Super Bowl. Raiders wide receiver Fred Biletnikoff, som tog emot 4 passningar för totalt 79 yards, blev MVP i matchen. Ken Stabler, quarterback i Raiders, blev första vänsterhänta quarterback att vinna Super Bowl.